# 제임스 2세 (잉글랜드)
제임스 2세(영어: James Ⅱ, 1633년 10월 24일 ~ 1701년 9월 16일)는 1685년 2월 6일 형이었던 찰스 2세가 후사 없이 사망하자 왕위를 계승하여 잉글랜드와 아일랜드의 제임스 2세, 스코틀랜드의 제임스 7세로서 재위하였다. 재위 기간 내내 의회와 갈등하였던 그는 결국 1688년 명예혁명으로 폐위되었다. 제임스 2세의 퇴위는 이미 한 세기 가량 지속되어 온 잉글랜드 내의 종교적 갈등 속에서 그가 로마 가톨릭교회를 신봉한다는 것이 주된 원인으로 작용하였지만 스튜어트가의 왕권신수설에 따른 절대주의 주장과 잉글랜드 의회의 협치 권한에 대한 요구가 충돌한 결과이기도 하였다. 이러한 충돌의 결과로 발생한 명예혁명과 왕권 교체는 왕위의 계승에 대한 의회 결정의 우선권을 확인하는 것을 의미하였다.
1642년 시작된 잉글랜드 내전과 그에 이은 삼왕국 전쟁을 거쳐 국왕이었던 찰스 1세를 처형하고 세워진 공화국이었던 잉글랜드 연방이 올리버 크롬웰 사후 내분으로 붕괴하고 1660년 찰스 2세의 왕정복고가 이루어 진 뒤, 잉글랜드 내에서는 왕위의 계승권을 놓고 지속적인 갈등이 있었다. 이전의 청교도가 장악하였던 장기의회를 대신하여 왕당파가 장악한 기사 의회는 국왕의 지위에 대해서는 확고한 충성을 보였으나 종교적 문제에 대해서는 형벌법과 심사율을 통해 잉글랜드 국교회의 독점적 국교 지위 확보를 추진하였고, 특히 가톨릭에 대해 온정적인 입장을 취하였던 스튜어트 왕가의 관용 정책은 의회의 반발을 샀다.
의회의 강경파가 가톨릭 교도는 잉글랜드의 국왕이 될 수 없다는 배척법을 발의하자 이를 왕가에 대한 도전으로 받아들인 찰스 2세는 의회를 해산하고 독단으로 국정을 운영하였으며 의회는 배척법을 추진하는 휘그당과 반대하는 토리당으로 양분되었다. 이러한 정치 상황은 제임스 2세의 왕위 계승 시기까지 계속되었지만, 이미 17세기 대부분을 내전과 갈등 속에 보낸 잉글랜드와 스코틀랜드 및 아일랜드는 찰스 2세가 사망하자 제임스 2세의 즉위에 대해 광범위한 지지를 보였다. 당시까지도 군주의 지위는 혈통을 따라 계승되는 신성한 것이라는 믿음이 있었기 때문이다.
제임스 2세는 흔히 잉글랜드의 마지막 가톨릭 군주로 평가되지만, 그의 개인적 신앙과는 별개로 잉글랜드와 스코틀랜드는 확고한 개신교 국가였으며 제임스 2세의 종교적 관용 정책은 두 국가의 의회에서 거부되었다. 이는 제임스 2세의 치세 내내 중요한 갈등 원인이었지만 실제 그가 폐위까지 몰리게 된 데는 종교적 이유보다 스트어튜가 군주들이 지속적으로 추구하였던 절대 왕권에 대한 의회의 반발이 더 컸다고 보는 견해도 있다.
1688년 6월 제임스 2세의 적장자인 제임스 프랜시스 에드워드 스튜어트가 태어나자 잉글랜드의 왕위가 가톨릭 군주에게로 계속하여 계승될 것이라는 두려움이 커졌다. 잉글랜드 국교회는 수장령에 의해 잉글랜드의 국왕을 수장으로 하여 가톨릭에서 분리되었기 때문에, 그 수장인 국왕이 계속하여 가톨릭을 표방한다면 교회 자체가 붕괴되는 위기를 맞게 되기 때문이다. 당시 잉글랜드의 왕위 계승서열은 적장자에게 우선권이 주어졌고 적장자가 없을 경우 장녀에게 순위가 돌아갔기 때문에 적장자의 탄생은 곧바로 개신교도이자 네덜란드의 오라녜공 빌럼와 결혼한 메리 스튜어트의 왕위 계승 가능성이 사라진다는 것을 의미하였다. 여기에 더해 제임스 2세가 잉글랜드 국교회의 주교 일곱 명을 선동죄로 기소하자 각지에서는 반가톨릭 봉기가 빈발하였고 자칫 다시 내전이 일어날 수 있다는 불안감을 키웠다.
잉글랜드 의회는 이러한 위기를 제임스 2세의 폐위와 그의 딸 메리의 계승으로 해결하고자 하였고 오라녜공 빌럼을 잉글랜드로 불러들였다. 1688년 11월 5일 오라녜공 빌럼이 잉글랜드의 브릭섬에 상륙하자 잉글랜드의 군대는 교전을 거부하고 탈영하였고 제임스 2세는 더 이상 이들을 막을 방법이 없었다. 12월 23일 제임스 2세는 프랑스로 도피하였고, 이듬해인 1689년 2월 잉글랜드 의회는 제임스 2세의 궐위를 이유로 그의 왕위를 부정하고 오라녜공 빌럼과 메리를 공동통치자로 인정하였다. 이로서 오라녜공 빌럼은 잉글랜드의 윌리엄 3세가 되었고 메리는 잉글랜드의 메리 2세가 되었다. 별다른 충돌 없이 군주를 폐위 시켰다는 의미에서 명예혁명으로 불리게 된 이 사건으로 잉글랜드는 군주로 상징되는 국가의 주권이 출생에 따라 계승되는 것이 아니라 의회의 승인으로 확정된다는 원칙을 확립하였다.
제임스 2세가 순순히 자신의 폐위를 받아들인 것은 아니었다. 그는 프랑스의 지원을 받으며 1689년 3월 14일 주민 대다수가 가톨릭 교도인 아일랜드에 상륙하였고 동시에 전통적으로 스튜어트가를 지지하던 스코틀랜드에서 자코바이트 운동이 봉기하였다. 그러나 스코틀랜드 의회마저 윌리엄 3세와 메리 2세의 왕위 계승이 정당하다고 선언하자 제임스 2세는 추가적인 지원군을 확보할 수 없었다. 1690년 7월 제임스 2세의 군대는 아일랜드의 보인 강변을 끼고 윌리엄 3세의 군대와 전투를 벌였으나 패배하였고 제임스 2세는 프랑스로 망명하여 오촌당숙이기도 하였던 루이 14세의 보호 아래 여생을 보냈다.
명예혁명이 있었던 당대에는 제임스 2세를 독단적인 폭군으로 평가하는 쪽이 많았으나 현대에 들어서는 그의 종교적 관용 정책을 재평가하는 경우도 많다. 한편 제임스 2세를 정통성을 지닌 스코트인의 왕으로 여긴 자코바이트는 이후로도 제임스 2세의 아들 제임스 프랜시스 에드워드 스튜어트와 손자 찰스 에드워드 스튜어트를 정당한 왕위 계승자로 주장하며 간헐적인 반란을 이어갔다.

## 내전과 망명으로 보낸 성장기

### 출생

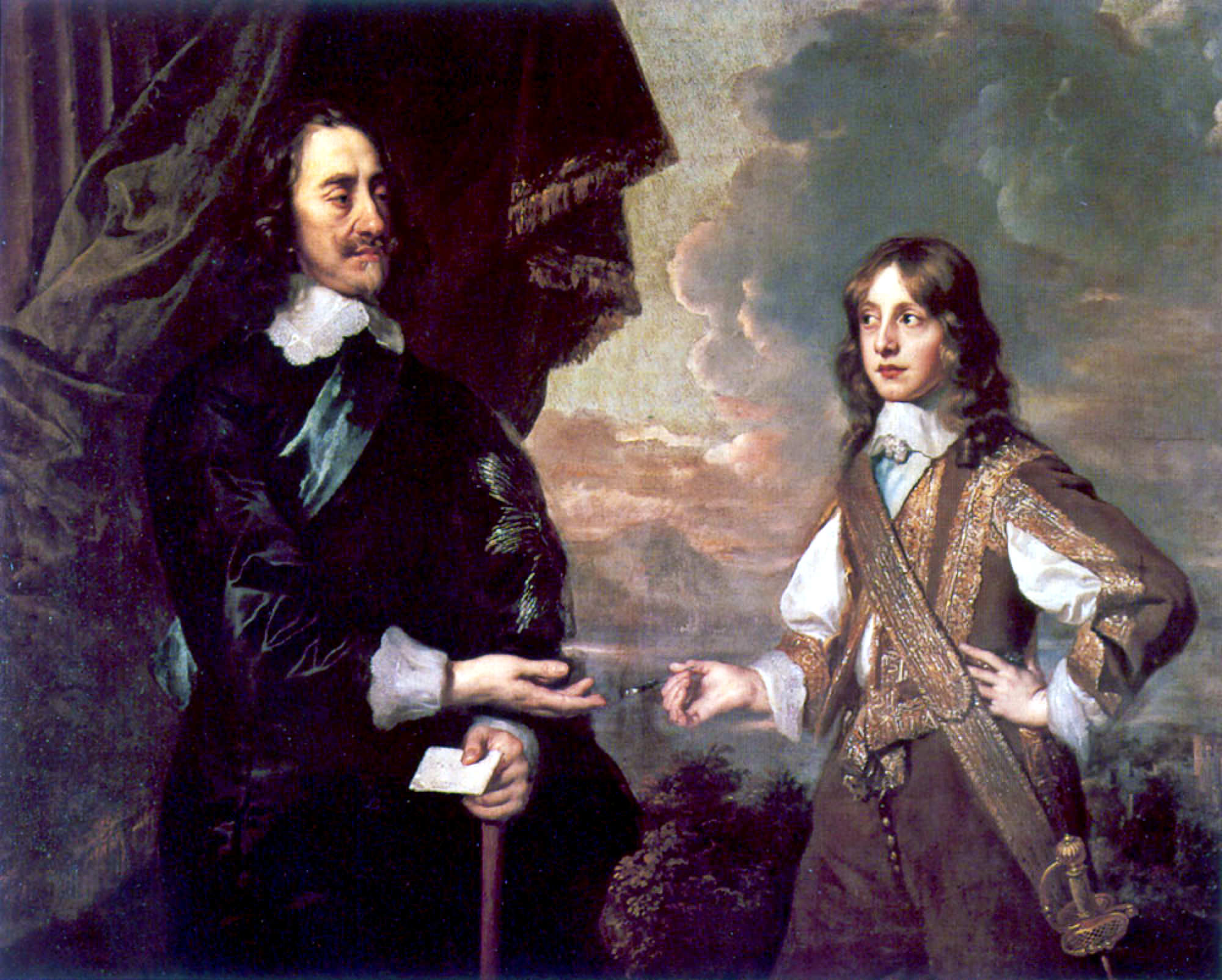
제임스와 아버지 찰스 1세. 1647년 피터 렐리의 작품.

찰스 1세와 헨리에타 마리아 사이에는 1629년 태어나자마자 사망한 아들이 있었기 때문에 엄밀히 따지면 찰스 2세는 둘의 차남, 제임스 2세는 삼남이 되지만, 보통은 찰스 2세를 장남으로 제임스 2세를 차남으로 본다. 제임스 2세는 1633년 10월 14일 런던의 세인트제임스궁에서 태어났고 캔터베리 대주교였던 윌리엄 로드가 세례식을 집전하였다. 제임스는 형인 찰스, 버킹엄 공작의 두 아들 조지 빌리어스와 프란시스 빌리어스 등과 함께 가정 교육을 받았다. 세살 때 잉글랜드 해군의 총사령관직인 제독경에 임명되었으나 나이가 어린 당시에는 명예직에 불과하였고 훗날 왕정복고 이후에나 실질적인 권한을 행사할 수 있었다. 태어나면서부터 잉글랜드 왕실의 전통에 따라 국왕의 차남에게 주어지는 요크공작으로 인정되었으며 1642년에 가터 훈장을 받았고, 1644년 1월 정식으로 요크공작에 책봉되었다.

### 내전과 망명
1642년 8월 찰스 1세와 의회의 오래된 갈등으로 잉글랜드 내전이 일어났다. 그 해 10월 찰스 1세는 두 아들을 데리고 엣지힐 전투에 직접 참전하였다가 의회군에 패퇴하면서 가까스로 탈출할 수 있었다. 의회파인 원두당이 런던을 장악하였기 때문에 찰스 1세는 옥스퍼드에 궁정을 마련하여 본거지로 삼았고 두 형제 역시 이곳에 머물렀다. 제임스는 보병 연대 대령으로 임명되었지만 이 역시 명예직일 뿐이었다. 전황이 불리하게 돌아가자 왕세자였던 형 찰스는 이미 프랑스로 망명가 있던 어머니 앙리에트 마리 드 프랑스에게 보내졌지만, 1646년 6월 의회파의 신형군이 옥스퍼드를 함락시킬 당시 제임스를 비롯한 형제들은 포로로 사로잡혀 런던의 세인트제임스궁에 갇혔다.
이 시점에서 의회의 목적은 군주제 철폐가 아니라 찰스 1세가 의회의 권리를 인정하도록 하는 것이었고, 이에 대해 찰스 1세는 협상을 차일피일 미루면서 재기를 노리고 있었다. 1648년 스코틀랜드 언약도가 왕당파로 돌아서며 2차 내전이 시작되자 잉글랜드 의회는 더 이상 찰스 2세와 협상이 불가능하다는 판단 아래 제임스를 차기 국왕으로 즉위시키는 계획을 시도하였다. 찰스 1세는 제임스에게 탈출하라고 지시하였고 1648년 4월 제임스는 궁전을 탈출하는데 성공하여 헤이그로 망명하였다.
1649년 1월 30일 잉글랜드 의회는 찰스 1세를 반역죄로 처형하였다. 그러나 이러한 결정은 잉글랜드 의회의 독단적 결정이었기 때문에 스코틀랜드 의회는 찰스 2세를 스코트인의 왕으로 선언하여 잉글랜드 내전은 국가간 전쟁인 삼왕국 전쟁으로 확대되었다. 프랑스에 망명하여 있던 찰스 2세는 스코틀랜드에서 대관식을 갖고 잉글랜드의 신형군과 맞섰으나 1651년 9월 우스터 전투에서 대패하여 간신히 탈출할 수 있었다.

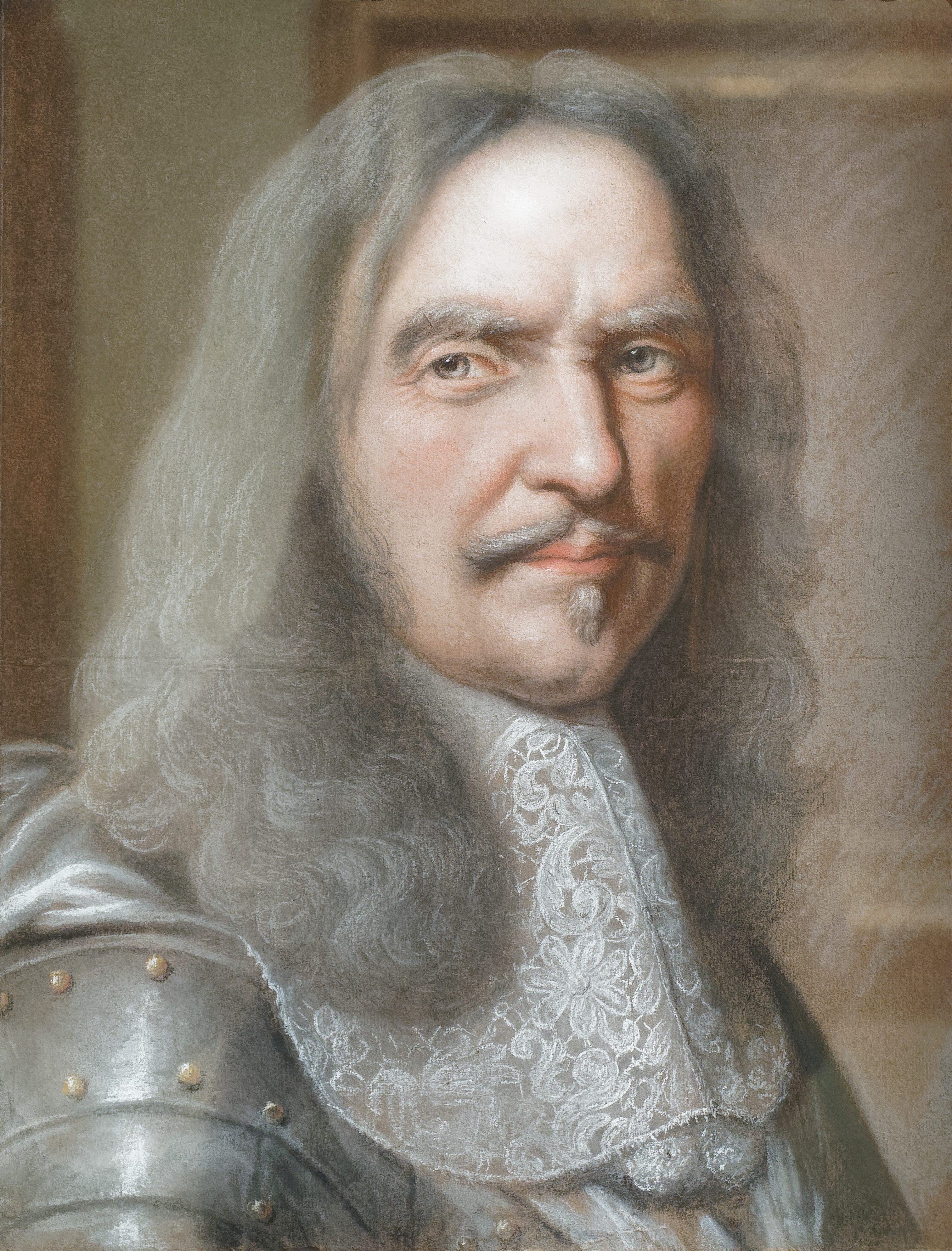
프랑스 시기 제임스의 상관이었던 앙리 드 라 투르 도베르뉴

제임스 역시 형의 경우처럼 프랑스로 망명하여 튀렌 자작 앙리 드 라 투르 도베르뉴 휘하의 프랑스 군대에서 복무하였다. 제임스는 이 때 프롱드의 난 진압과 스페인 군대에 대항한 전투 등에 참전하였다. 내전시기 잉글랜드에서 받았던 군사 계급은 명예직일 뿐이었기 때문에 제임스는 여기에서 첫 실전을 경험하였다. 함께 전투에 참여한 사람은 제임스가 "어떤 임무이든 용감히 돌격하는" 모습을 보였다고 기록하고 있다. 1652년 12월 튀렌의 호의로 아일랜드인으로 구성된 보병연대의 사령관이 되었고 1654년 중장으로 진급하였다.
그 사이 프랑스가 스페인에 맞서기 위해 크롬웰과 동맹을 맺으면서 군사를 동원하여 왕위를 되찾겠다는 찰스 2세의 희망은 물거품이 되었다. 1656년 찰스 2세는 그 동안 적대하였던 스페인에 지원을 요청하였고 이 여파로 제임스 역시 프랑스에서 추방되어 튀렌의 군대를 떠나게 되었다. 자신을 든든히 지원하던 튀렌을 떠나게 되자 제임스는 형인 찰스 2세와 다투었지만 별다른 방법은 없었다. 제임스는 결국 브뤼허로 옮겼고 동생 헨리와 함께 콩데공 루이 휘하의 스페인 군대에 합류하였다. 찰스 2세는 잉글랜드 왕당파 망명자로 구성된 오합지졸의 군대를 구성하였고 제임스에게 지휘를 맡겼다. 1658년 찰스 2세와 제임스는 군대를 이끌고 됭케르크에서 왕년의 동료였던 프랑스 군에 맞서 싸웠으나 대패하였다.
제임스는 스페인 군대에 몸담고 있으면서 아일랜드의 가톨릭 수도사와 친분을 쌓았고 성공회 교도들과는 거리가 생겼다. 1659년 프랑스와 스페인이 피레네 조약으로 화친을 맺게 된 뒤 스페인은 제임스에게 해군 제독 자리를 제시하며 귀화를 권하였다. 형인 찰스 2세가 이미 두 차례의 전쟁에서 패배하여 왕위는 더 이상 기대할 수 없는 처지가 되었기 때문에 제임스는 이 제안을 진지하게 고려하였지만, 결국 거절하였다. 이듬해 올리버 크롬웰이 사망하면서 잉글랜드 연방이 분열로 자멸하자 찰스 2세는 왕정복고를 통해 즉위하게 되었고 제임스 역시 기대하지 않던 귀환을 할 수 있었다.

## 왕정 복고 시기

### 결혼

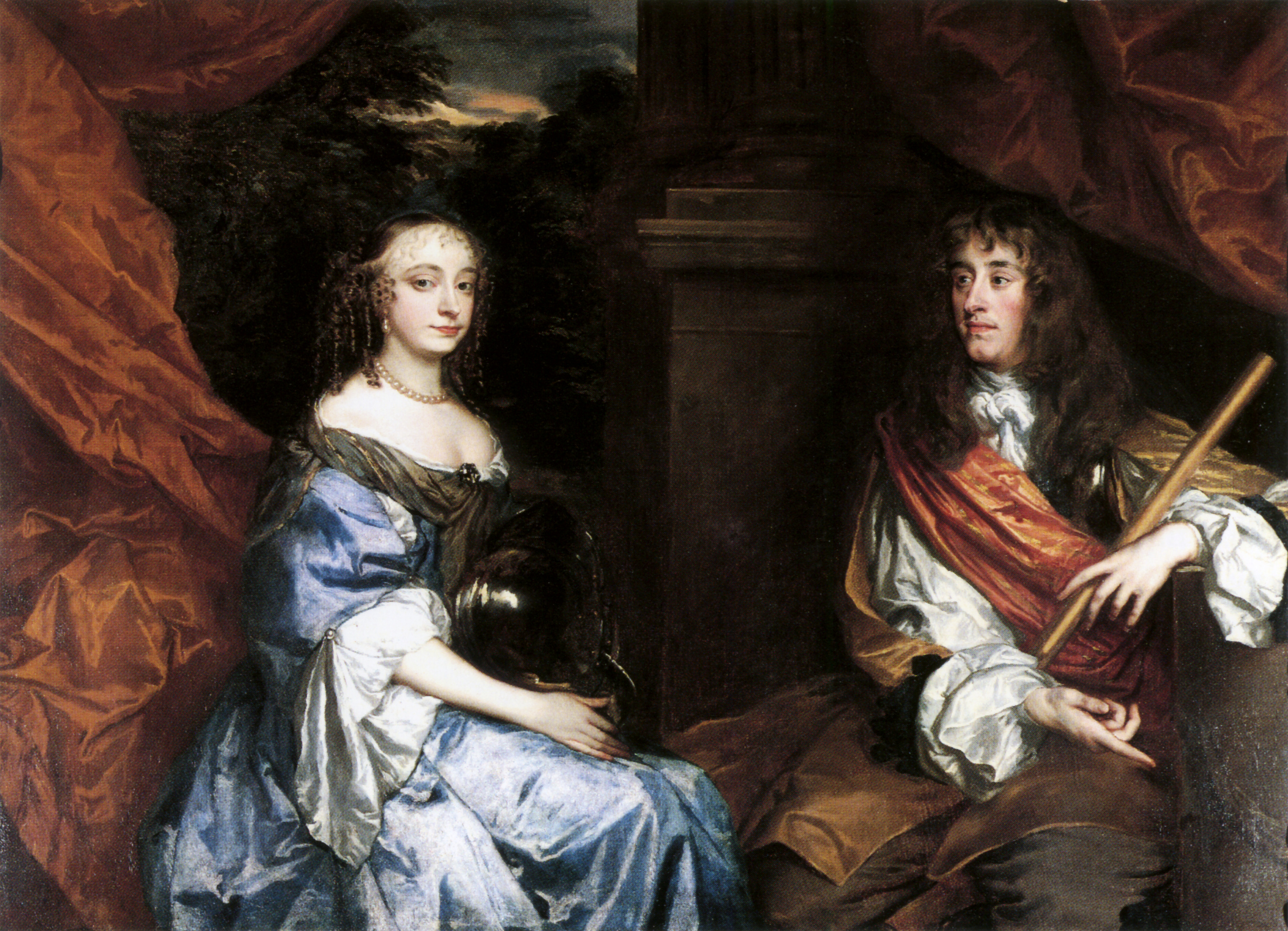
1660년대 그려진 제임스와 앤 하이드의 초상

1660년 잉글랜드 연방이 붕괴되자 왕정복고로 찰스 2세가 잉글랜드, 아일랜드 및 스코틀랜드의 군주가 되었다. 제임스는 왕위 계승권자이었지만, 찰스 2세는 아직 젊어 충분히 왕자가 태어날 수 있었기 때문에 제임스가 왕위를 이을 가능성은 그다지 크지 않아 보였다. 왕정복고와 함께 제임스의 요크 공작 작위도 실효를 지니게 되었고, 1660년 12월 31일 스코틀랜드의 올버니 공작 작위도 부여받았다. 잉글랜드로 귀환한 제임스는 즉각 총리인 에드워드 하이드의 딸 앤 하이드와 약혼하여 주위의 논란을 불렀다.
사실 1659년 제임스가 먼저 앤에게 접근하며 결혼을 약속하였고 1660년 왕정복고 무렵엔 이미 임신 중이었다. 에드워드 하이드는 찰스 2세와 제임스의 망명 시기 풍찬노숙을 함께한 왕당파의 오랜 충복이긴 하였으나 별다른 작위가 없는 평민이었기 때문에 딸의 결혼을 극구 말렸다. 그러나 둘은 비밀리에 결혼식을 올리면서 왕실과 하이드를 설득하였고 1660년 9월 3일 런던에서 공식적인 결혼식을 거행했다. 찰스 2세는 둘의 격을 맞추기 위해 하이드에게 백작 작위를 부여하였다.
결혼식을 올린 지 두 달이 안되어 앤은 아들을 낳았다. 부부의 첫 째였던 찰스는 유아기에 사망하였다. 앤은 모두 일곱의 자녀를 낳았지만 1662년 4월 30일 출생한 메리와 1665년 2월 6일 출생한 앤 두 딸만이 장성할 수 있었고 나머지는 요절하였다. 당시 유럽의 영아 사망율을 생각할 때 이러한 어린 자녀의 죽음은 일반적인 상황이었다. 새뮤얼 피프스는 제임스가 평범한 가정의 아버지와 같이 자녀들과 함께 놀면서 아버지 역할을 즐겼다고 기록하였다.
앤은 제임스에게 헌신하였고 그의 조언은 제임스의 결정에 많은 영향을 미쳤지만 당대 유럽의 여느 왕가의 남성 귀족처럼 제임스 역시 정부들을 두어 "당대 최악의 바람둥이"로 불렸다. 새뮤얼 피프스는 일기에 제임스가 "내 아내를 뚫어져라 바라보았다"고 기록하였다. 제임스의 여성 편력은 독특한 면이 있어 사람들의 입에 오르내렸고, 당대 스코틀랜드 신학자였던 길버트 버넷은 제임스의 정부들을 "고행의 사제로서 그에게 주어진게 틀림없다"고 평가하였다. 앤 하이드는 1671년 사망했다.

### 군경력과 노예 무역
왕정복고 이후 제임스는 내전 시기 그저 명예직으로 수여되었던 제독경의 지위를 재확인하였고, 포츠머스와 오항동맹 주지사의 보좌역을 맡았다. 1660년 10월 로열 아프리칸 컴퍼니의 총독으로 임명되었으며 이 지위는 그가 국왕으로 즉위한 뒤에도 보유하여 명예혁명으로 퇴위할 때까지 유지되었다. 1665년 제2차 잉글랜드-네덜란드 전쟁이 일어나자 왕립해군 총사령관인 제독경의 자격으로 네덜란드의 아프리카 해안 요새를 공격하도록 하였고 이로서 잉글랜드는 노예 무역에 직접적으로 참여하기 시작하였다. 1672년에서 1674년 사이 벌어진 3차 잉글랜드-네덜란드 전쟁에서도 그는 제독경으로서 아프리카 해역의 해전을 총괄하였다. 네덜란드는 북아메리카를 비롯한 해외 영토에서 잉글랜드 해군에게 밀려 고전을 면치 못하였고 이 와중에 잉글랜드가 니우암스테르담을 점령하였다. 찰스 2세는 요크 공작이자 해군 제독경이었던 제임스를 기려 새롭게 점령한 도시에 뉴욕이라는 이름을 붙였다. 또한 허드슨강의 240km(150 마일) 위에 있는 포트 오린지는 제임스의 스코틀랜드 작위에서 비롯된 올버니로 개명되었다. 전쟁 내내 잉글랜드에게 밀리던 네덜란드는 잉글랜드 해군의 본거지인 템스강을 직접 기습 공격하는 작전을 단행하였고 잉글랜드 해군은 궤멸적 타격을 입었다. 이로서 양국은 서로 이렇다할 전과 없이 화친을 맺게 된다.:349
1666년 9월 런던 대화재로 도시가 재앙적인 피해를 입게 되자 찰스 2세는 제임스에게 소방 업무를 맡겼다. 이는 공식적 지위는 아니었지만 대재앙에 맞서 왕실이 직접 노력하는 모습을 대중에게 보일 수 있었다.
1672년 로열 아프리칸 컴퍼니는 서아프리카 지역의 요새 건설과 군대 유지 및 계엄선포권을 추가로 허가받아 금, 은 등의 귀금속과 노예 무역을 관장하는 식민기구로 확대되었다. 1680년대 로열 아프리칸 컴퍼니의 노예 무역은 연간 5천 여 명의 아프리카인을 노예로 삼아 대서양 너머의 아메리카로 실어 날랐다. 노예의 가슴에는 단근질로 "DY"를 새겼는데 이는 요크 공작(Duke of York)을 뜻하는 이니셜이었다. 당시 로열 아프리칸 컴퍼니는 그 어떤 노예 무역 집단보다 더 많은 아프리카 여성과 어린이를 노예로 팔았다.

### 개종과 재혼
제임스는 프랑스 망명 시기 이미 가톨릭에 대한 호감이 있었고 부인 앤 하이드 역시 제임스의 신앙에 동조하는 편이었다. 제임스는 1668년에서 1669년 사이 어느 시점에 가톨릭의 첫영성체를 하고 개종하였지만, 외부적으로는 1676년까지 거의 10년 동안 성공회 예배를 계속 참가하며 이를 비밀로 하였다. 제임스는 종교에 대해 관대한 입장을 지니고 있었기 때문에 말버러 공작 존 처칠과 같은 성공회 인사나 프랑스 위그노 출신의 페버셤 백작 루이 드 두라 등과 폭 넓게 친분이 있었다.
한편 잉글랜드 의회는 1673년 이전 시기부터 계속된 반가톨릭 움직임 속에 형벌법 체계의 강화를 위한 심사율을 제정하였다. 이는 성찬 전례에 대한 가톨릭과 성공회의 신념 차이를 확인하기 위해 가톨릭의 화체설을 공개적으로 부정하도록 강제하는 조치였고, 심사율 서약을 하지 않는 사람은 공직에 진출하지 못하도록 하였다. 제임스는 지금까지처럼 비밀을 유지하기 위해 자신의 신앙을 공개적으로 부정하거나 아니면 공직에서 물러나야할 처지에 몰렸고, 결국 제독경 지위에서 사퇴하였다. 이로서 제임스의 가톨릭 신앙은 대중에 공개되었다.
제임스가 가톨릭 신자임이 공개되자 왕실은 크나큰 문제에 휘말리게 되었다. 그렇지 않아도 의회는 찰스 2세의 종교 관용적 태도에 불만이 컸던 상황이었고, 잉글랜드 국교회의 수장을 계승하게 될 수도 있는 왕위계승권자가 가톨릭 신도라는 것을 받아들일 수 없었다. 잘스 2세는 이를 무마하기 위하여 제임스의 두 딸 메리와 앤을 잉글랜드 교회가 양육하도록 조치하였지만 앤 하이드를 잃은 제임스가 당시 15세였던 모데나 레조 공국의 공녀 마리아 베아트리체와 재혼하는 것은 허락하였다. 모데나 레조 공국은 이탈리아 북부의 소국으로 당연히 가톨릭 국가였다. 1673년 9월 20일 제임스의 사절이 모데나에 당도하여 가톨릭 전례에 따른 대리 결혼식을 올렸고 11월 21일 잉글랜드에 도착한 마리아는 대리 결혼을 인정하는 정도의 간략한 성공회 결혼식을 치렀다. 반가톨릭 정서가 팽배하였던 잉글랜드는 제임스의 새로운 아내를 마치 교황의 대리인 쯤으로 여겼다. 이러한 대중적인 반감에도 제임스는 자신이 가톨릭을 위해 죽거나 추방되는 것은 하느님을 따르는 순교라고 여길만큼 독실한 신앙을 드러냈다.

### 배척법 위기

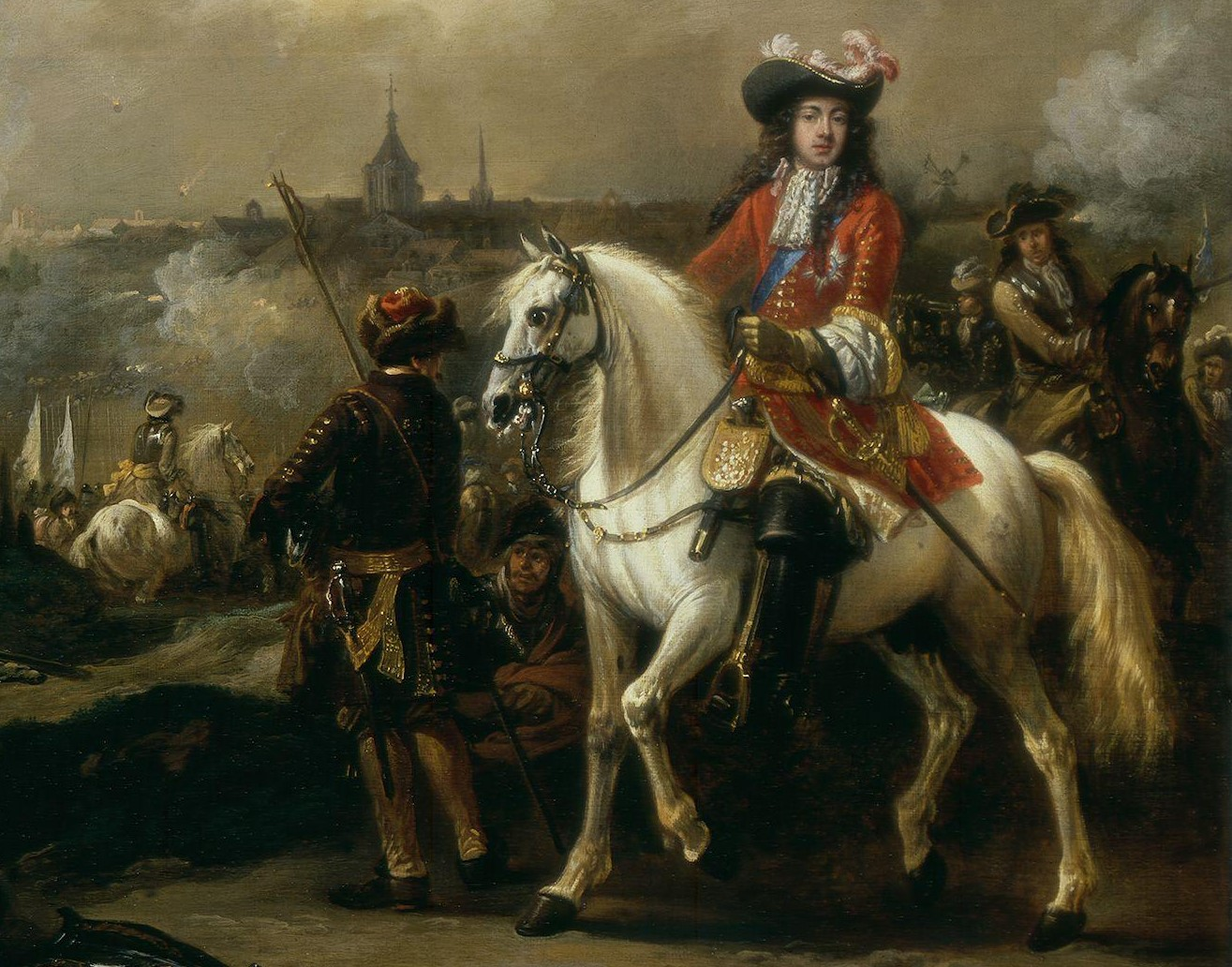
배척법을 발의한 몬머스 공작 제임스 스콧

제임스의 가톨릭 신앙에 대한 반감이 가라앉지 않자 찰스 2세는 제임스의 장녀 메리를 대표적인 개신교 명사였던 네덜란드의 오라녜공 빌럼과 결혼하도록 조치하여 반발을 무마하고자 하였다. 찰스 2세는 많은 정부들과 관계를 맺어 사생아들을 낳았지만 정작 왕비인 포르투갈 왕녀 카타리나와의 사이에서 장성한 자식이 없었기 때문에, 의회에서는 이대로 가면 결국 가톨릭 신도인 제임스가 왕위를 이을 것이란 불안이 커져만 갔다. 이무렵 티투스 오츠가 교황주의자들이 국왕을 시역하고자 음모를 꾸민다는 거짓 선동을 계속하여 제임스에 대한 반감 역시 극에 달했다.
결국 섀프츠베리 백작 앤서니 애슐리쿠퍼의 주도로 의회에서는 가톨릭 교도는 국왕으로 즉위할 수 없다는 배척법이 발의되었다. 대놓고 제임스의 왕위 계승을 반대한 이 발의로 잉글랜드는 배척법 위기를 맞게 된다. 의원들 가운데 일부는 차라리 찰스 2세의 공인된 사생아인 몬머스 공작 제임스 스콧에게 왕위를 물려주자는 의견을 내었다. 1679년 배척법이 통과될 위기에 처하자 찰스 2세는 의회를 해산했다. 배척법 위기 정국에서 왕정 복고 후 확고한 왕당파의 모습을 보이던 기사 의회는 찬반 양론으로 분열되었다. 배적법을 주장한 측은 휘그당으로 결집하였고 이를 반대한 측은 토리당을 구성하였다. 찰스 2세가 배척법을 완강히 반대하며 의회를 해산했기 때문에 제임스는 왕위계승권을 유지할 수 있었지만 위기 국면을 해소하기 위해 모든 공직에서 물러났다.
찰스 2세는 제임스를 잉글랜드 밖으로 보내 여론을 잠재우려 하였다. 제임스는 브뤼셀로 파견되었다가 1680년 에든버러의 홀리루드 궁전에 머물면서 반란 진압과 스코틀랜드 정부 감독을 수행하였다. 제임스는 찰스 2세의 병세가 위중하게 되었을 때야 잉글랜드로 돌아왔다. 이렇게 밖으로 도는 사이 제임스에 대한 여론은 수그러들었지만 의회와 제임스의 갈등은 왕위 계승 이후 더욱 커질 운명이었다.
1682년 5월 6일 제임스를 태우고 스코틀랜드로 향하던 잉글랜드 해군의 HMS 글로스터가 노퍽 해안의 모래톱에 걸려 좌초하였다. 배가 좌초하자 제임스가 항해사와 언쟁을 벌이는 통에 탈출이 지연되어 희생자가 늘었다. 130~250명의 선원이 사망하는 사이 제임스는 간신히 목숨을 건질 수 있었다.

### 명망의 회복
1683년 라이 하우스 음모가 발각되었다. 가톨릭에 호의적인 국왕과 후계자를 모두 제거하고자 개신교도가 꾸민 이 음모가 발각되자 제임스에 대한 여론은 급반전되었다. 이로서 찰스 2세는 제임스를 다시 제독경으로 복권시켜 궁정으로 불러들일 수 있었다.

## 재위 시기

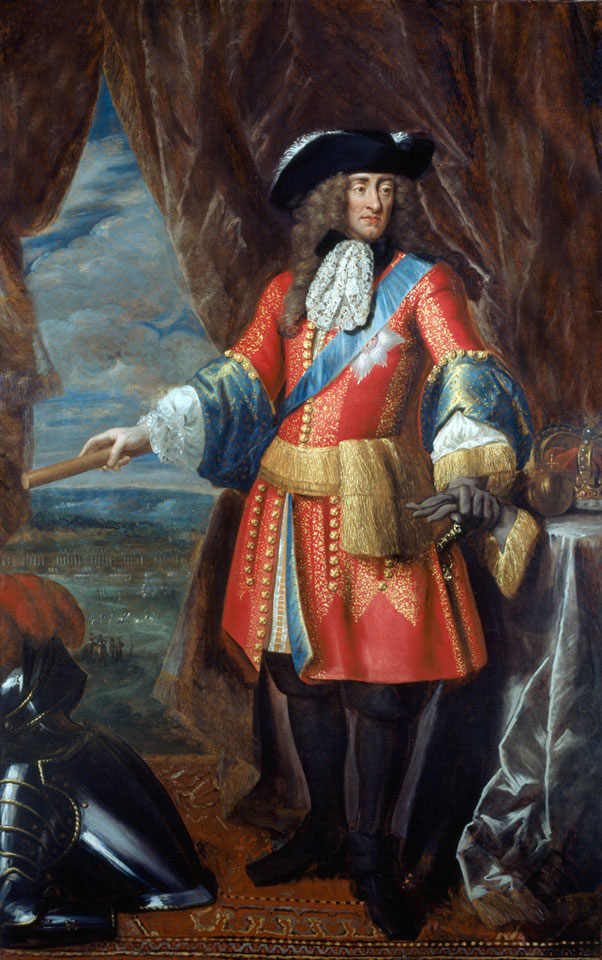
군대 수장으로서 제임스 2세 (1685년)

### 즉위
1685년 2월 6일 찰스 2세는 가톨릭 전례에 따른 임종 성사를 받아 개종한 뒤 사망하였다. 찰스 2세에게는 적자가 없었기 때문에 왕위는 요크 공작 제임스에게 계승되었고 그는 잉글랜드와 아일랜드의 제임스 2세가 되었다. 스코틀랜드에서는 이미 제임스라는 이름을 가진 여섯 명의 군주가 있었기 때문에 제임스 7세가 된다. 제임스의 즉위에는 여전히 노골적인 반대가 계속되고 있었다. 제임스는 되도록 빨리 대관식을 치러 반대 여론을 잠재우려 하였고, 4월 23일 웨스트민스터 사원에서 대관식을 치렀다.
즉위 직후인 1685년 5월에 소집된 새 의회는 제임스에게 호의적인 태도를 보이며 "충성스런 의회"라는 이름을 얻었다. 이에 제임스는 배척법 위기 당시 자신을 반대한 자들도 자신의 통치를 인정한다면 사면하겠다고 약속하였다. 한편 궁정은 찰스 2세부터 요직에 있던 인물들이 계속하여 자리를 지켰고 몇몇 스캔들에 오르내린 인물만을 교체하였다. 의회는 국왕에게 수조권이 있는 무역세를 넉넉히 책정하여 제임스를 재정적으로 지원하였다. 형이었던 찰스 2세와 달리 제임스는 국정 실무에도 적극 관여하였지만, 의회와 의견이 맞지 않을 때 자신의 주장을 관철시키려는 성향은 더 강했다.

### 반란
배척법 위시 시기부터 제임스의 왕위 경쟁자였던 찰스 2세의 사생아 몬머스 공작은 결국 제임스 즉위 직후 반란을 일으켰다. 잉글랜드 남부에서 몬머스의 난이 일어나는 동안 스코틀랜드에서는 아가일 백작 아치볼트 캠밸이 또 다른 반란을 일으켰다. 몬머스 공작과 아가일 백작은 모두 제임스의 사위이기도 하였던 오라녜공 빌럼이 통치하고 있던 네덜란드에서 동조자를 구하였으나 오라녜공은 이들을 억압하지 않고 방관하였다.
아가일 백작은 스코틀랜드로 돌아가 자신의 클랜에서 반란군을 모병하고 거병하였으나 쉽사리 제압되어 1685년 6월 18일 사로잡혔다. 스튜어트 왕가는 스코틀랜드에서 확고한 지지를 받고 있었기 때문에 아가일의 반란에 가담한 인원은 3백 명이 채 되지 않았기 때문이다. 이미 궐석 재판에서 사형을 선고받은 상태였던 아가일은 체포된 뒤 얼마 지나지 않아 처형되었다.
몬머스 공작의 반란은 보다 위협적이었다. 그러나 1685년 6월 11일 스스로를 잉글랜드의 국왕이라 선포한 몬머스 공작 역시 반란군 모병에 어려움을 겪어 제임스의 소규모 상비군에 비해 열세를 면치 못하였다. 몬머스 공작은 세지무어 전투에서 수적 열세를 만회하기 위해 야간 기습을 시도하였으나 실패하였고 국왕의 군대는 반란군을 쉽게 제압할 수 있었다. 체포된 몬머스는 7월 15일 런던탑에서 처형되었다. 조지 제프리스가 주심을 맡아 진행된 재판에서 반란군은 유배되거나 서인도 제도에 사실상 노예인 계약 하인으로 보내졌다. 가담자 가운데 250여 명이 처형되며 반란은 진압되었지만 제임스는 내부의 반대 세력에 대한 경각심이 커졌고 이들의 배후에 네덜란드가 있다고 의심하게 되었다.

### 종교 정책

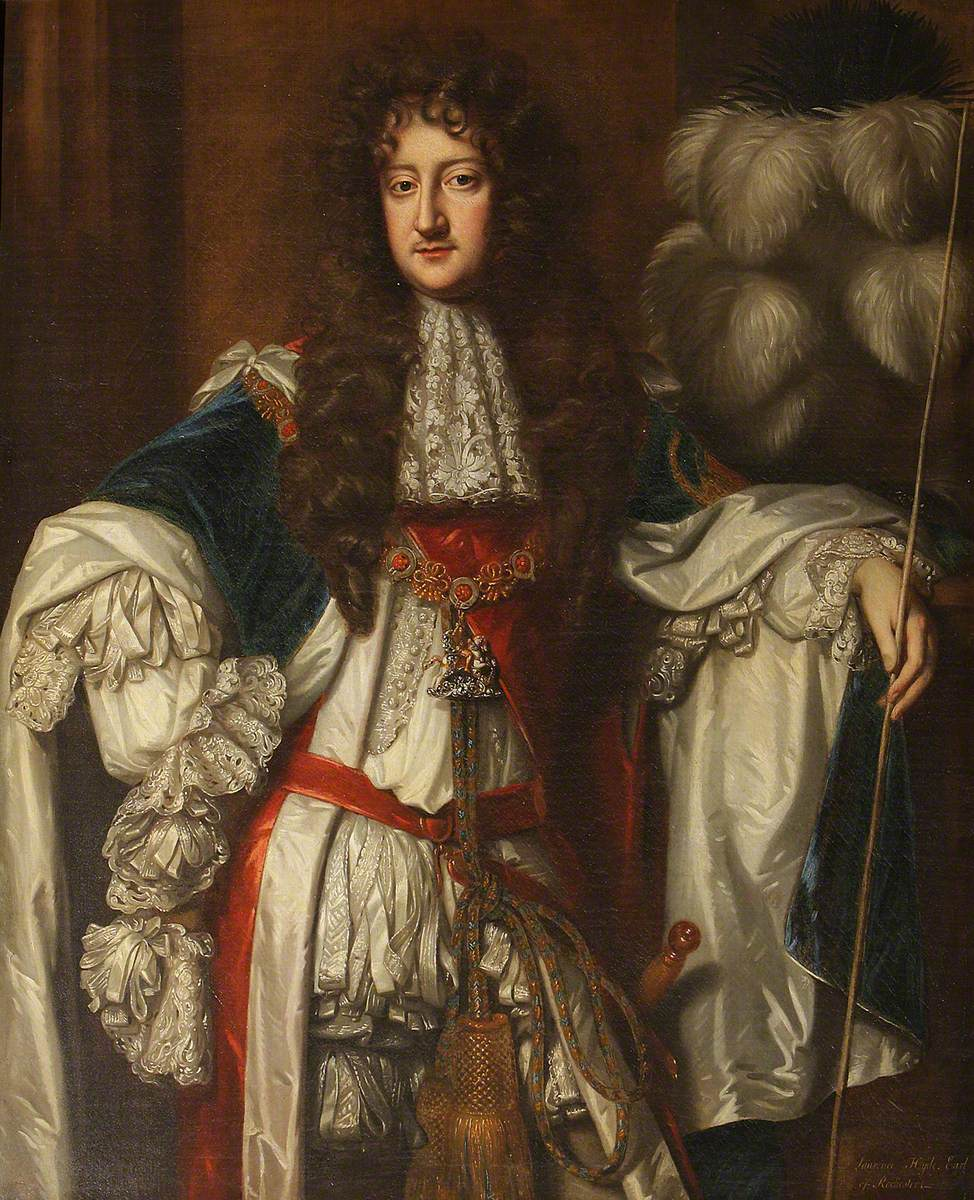
제임스 2세의 처남이기도 한 로체스터 백작 로렌스 하이드. 제임스 2세의 즉위 초 최측근이였던 그는 종교 정책으로 인한 갈등으로 결국 명예혁명을 지지하는 적대 세력으로 돌아서고 말았다.

연이어 일어난 반란을 진압한 뒤 제임스는 내부 통제 강화를 위해 상비군을 강화하였다. 잉글랜드는 내전 시기 양측의 군대가 오랫 동안 유지된 적이 있었으나 전통적으로 평소 생업에 종사하다 유사시 소집되는 민병대가 전력의 주를 이루었고 국왕의 상비군은 최소한으로 유지되는 것이 관례였기 때문에 제임스의 상비군 확대 정책은 논란이 되었다. 의회가 더욱 놀란 점은 형벌법이나 심사율에 구애받지 않고 가톨릭 교도를 상비군의 장교로 채용한 점이었다. 이전에 자신의 즉위를 찬성하던 측 조차 이 조치에 반발하자 1685년 11월 제임스는 의회를 해산하면서 자신의 재위 기간 동안 더 이상 의회를 소집하지 않겠노라 선언하였다. 1686년 초 찰스 2세의 유품에서 직접 손으로 작성한 두 건의 문서가 발견되었다. 이 문서에서 찰스 2세는 가톨릭의 입장에서 개신교를 비판하였다. 제임스는 군주로서 사용되는 자신의 공식 서명을 담아 이 문건을 출판하면서 성공회의 주교를 비롯한 신학자들에게 찰스 2세의 주장에 대해 반박해보라고 하였다. 그는 "정중히 확고한 답변을 드립니다. 당신들은 나를 당신들의 교회로 데려가고 싶어하는 군요"라고 성공회 성직자들을 자극하였으나 캔터베리 대주교는 고인이 된 전대 국왕을 존중하는 의미로 대응하지 않았다.
제임스는 형벌법에 대해 반대하였지만 집권 초기에는 형벌법으로 억압받고 있다는 탄원에 대해서만 대응하고 법률 자체의 철폐를 시도하지는 않았다. 제임스의 종교적 관용은 어디까지나 가톨릭에 국한된 것이었다. 그는 스코틀랜드의 반항적인 장로교에 대해서는 보다 엄중한 억압을 원했고 실내와 실외를 막론하고 종교 집회를 금지하고 이를 어길 경우 재산 몰수와 사형을 언도하는 더욱 강화된 형벌법을 선포하였다. 1686년 3월 제임스는 스코틀랜드 추밀원에 가톨릭 교도에게 관용을 배풀 것을 지시하였지만 스코틀랜드 장로교의 언약도에게는 관용을 배풀지 않았다. 스코틀랜드 장로교도에게 이 시기는 "죽음의 시간"이었다.
제임스는 가톨릭 교도를 자신의 최측근으로 삼는 한편 메리 1세 이후 단절됐던 교황 대사를 새로 맞아들여 페르디난도 다다가 로마에서 런던으로 파견되었다. 제임스는 예수회 소속의 에드워드 피터를 자신의 고해사제로 두었고 이 때문에 잉글랜드 성공회는 격분하였다. 제임스가 국무장관으로 가톨릭 교도인 선덜랜드 백작을 기용하자 의회는 휘그당뿐만 아니라 토리당 마저 등을 돌렸다. 당시 잉글랜드에서 가톨릭 교도는 인구의 50분의 1이 채 되지 않았기 때문에 제임스의 이러한 정책은 절대 다수의 대중들에게 악영향을 미쳤다. 1686년 5월 제임스는 판사들로부터 자신이 의회가 의결한 법령을 폐지할 권한이 있음을 확인받으려 하였으나 성공하지 못하였다. 그러자 제임스는 자신이 원치 않는 법률 해석을 하는 판사들을 해고하기 시작하였다. 열 두명의 판사 가운데 여섯 명을 해고하고 나서야 제임스는 자신이 원하는 판결을 받을 수 있었다.
의회가 제정한 법률을 폐지할 수 있다고 선언한 제임스는 1687년 신교 자유령을 통해 잉글랜드 국교회 이외의 가톨릭이나 장로교, 퀘이커 등의 비국교도를 처벌하여 왔던 형벌법의 효력을 정지하였다. 제임스는 잉글랜드 내의 반발을 무마하기 위해 자신이 신봉하는 가톨릭뿐만 아니라 그 동안 탄압하여 왔던 스코틀랜드 장로교에 대해서도 관용을 약속하였다.
1688년 제임스는 잉글랜드 국교회의 수장으로서 모든 성공회 교회의 강당에서 신교 자유령을 낭독하도록 명령하였다. 잉글랜드의 국왕을 자신들의 수장으로 선언하여 성립된 잉글랜드 국교회는 바로 그 수장에 의해 스스로를 부인하는 이율배반적 상황에 직면하게 되었다. 제임스는 왕정복고 이후 성공회가 신학 교육을 독점하고 있는 것이 근원적 문제라고 판단하였고 옥스퍼드 대학교에 가톨릭 신학자를 받아들였다. 이는 당연히 성공회의 극심한 반발을 불렀다.
1687년부터 제임스는 형벌법과 심사율의 폐지를 시도하고 있었다. 이를 위해 제임스는 기존의 지지 세력이었던 토리당을 버리고 새로운 인물들로 궁정을 체우고자 하였다. 그는 형벌법과 심사율의 폐지에 반대하는 판사들을 대량으로 해고하면서 자신의 계획을 밀어붙였고 퀘이커, 침례교, 장로교, 가톨릭 등의 비국교도들이 그 자리를 대신하였다. 1688년 8월 24일 제임스는 선거교서를 발부하여 자신의 뜻에 맞는 새로운 의회를 구성하고자 하였으나 곧이어 자신의 사위인 오라녜공 빌럼이 잉글랜드를 향해 출발하였다는 소식을 듣게 된다. 그제서야 제임스는 기존의 계획을 철회하고 각지에 방어를 위한 협력을 요청하였으나 때는 이미 너무 늦은 뒤였다.

## 명예혁명

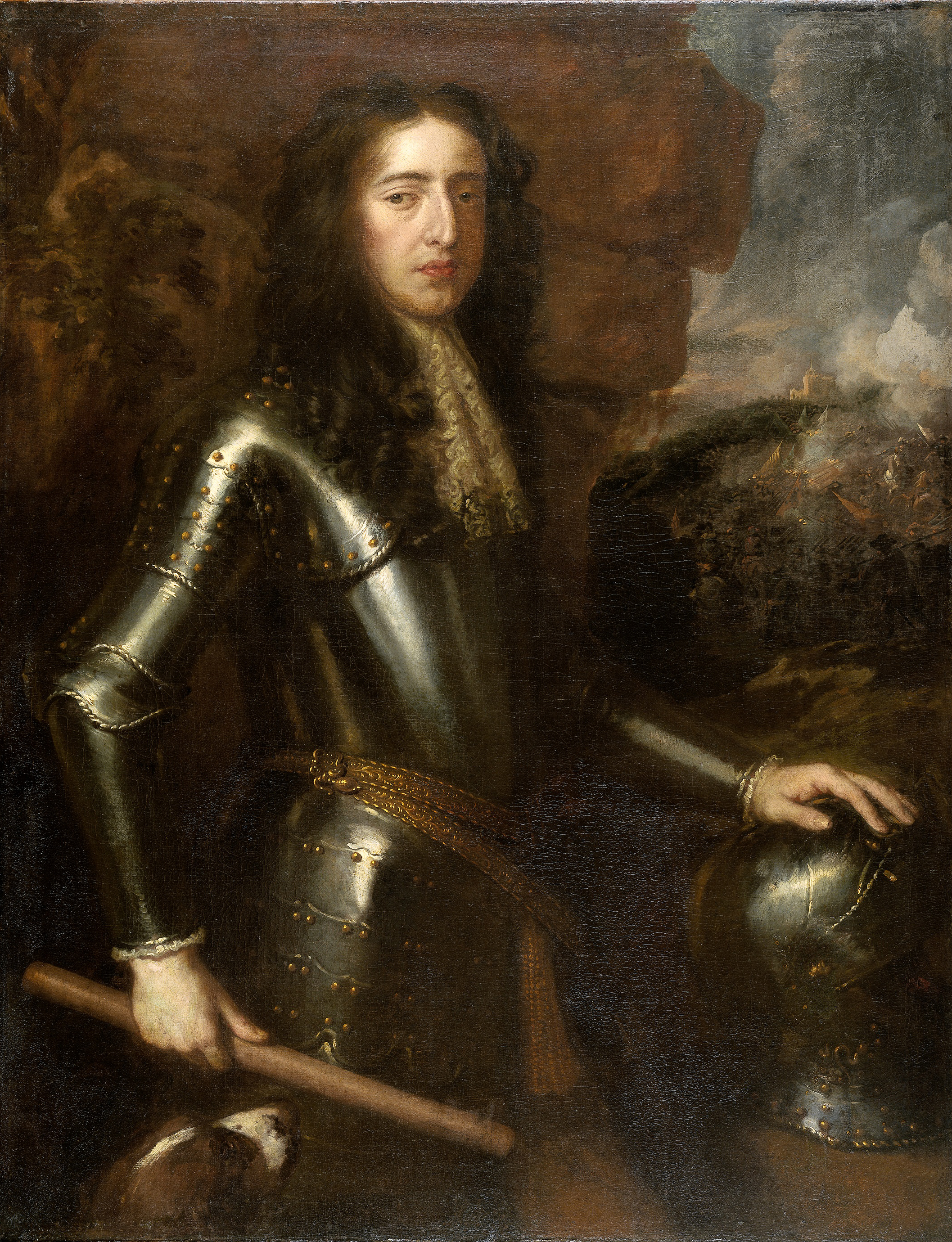
제임스 2세의 조카이자 사위 윌리엄 3세

1688년 4월 제임스가 성공회 교회 강단에서 신교 자유령을 낭독하라고 재차 명령하자 캔터베리 대주교 윌리엄 샌크로프트와 여섯 명의 주교들은 국왕의 종교 정책 재심을 요구하는 청원을 제출하였다. 제임스는 이들 일곱 명을 선동죄로 체포하여 재판에 넘겼다. 이 해 6월 10일 제임스의 계비 마리아 베아트리체는 제임스 프랜시스 에드워드 스튜어트를 출산하였다. 이로서 제임스는 형 찰스 2세와 달리 적장자를 두게 되었고, 잉글랜드 성공회와 의회는 가톨릭 국왕 부부의 적장자가 다시 가톨릭 신자로서 왕위를 이을 수 있다는 두려움을 느꼈다. 이전까지 제임스의 뒤를 이을 왕위계승권자는 네덜란드로 출가한 메리였기 때문에 의회는 제임스의 치세만을 인고하며 견디면 다시 성공회를 국교로 하는 상황으로 돌아갈 수 있으리라 여겼으나, 이제 왕가가 영구히 가톨릭을 신봉할지도 모르는 상황이 되었기 때문이다. 한편에서는 다른 이의 아이를 몰래 들여 마리아가 출산한 것으로 꾸몄다는 음모론이 나도는 사이에 의회 일각에서는 마리아 베아트리체의 임신 소식이 들렸을 때 부터 네덜란드의 오라녜공 빌럼과 연락을 주고받으며 만약을 대비하고 있었다.
6월 30일 일곱 명으로 구성된 개신교 귀족 집단이 오라녜공 빌럼에게 잉글랜드 출정을 요청하였다. 오라녜공 빌럼은 이들의 요청을 명분으로 잉글랜드 침공을 계획하였고 9월이 되자 이는 기정사실이 되었다. 이 소식은 잉글랜드뿐만 아니라 프랑스까지 전해졌고 루이 14세는 제임스에게 원군을 보내 줄 수 있다고 제안하였다. 그러나 제임스는 자신의 상비군이 충분하다고 믿었기 때문에 훗날 프랑스의 내정간섭 빌미가 될 수도 있는 루이 14세의 제안을 거절하였다.
1688년 11월 5일 오라녜공 빌럼이 잉글랜드에 상륙하자 상황은 너무나 싱겁게 흘러갔다. 상비군에 있던 개신교도 상당수가 탈영하여 오히려 오라녜공의 편에 선 것이다. 잉글랜드의 상비군이 수적으로 월등히 우세하였지만, 탈영과 교전 거부로 사실상 아무런 소용이 없었다. 12월 11일 제임스는 국새를 템스강에 던지고 프랑스로 탈출하고자 하였으나 켄트주에서 사잡혔다. 제임스를 순교자로 만들고 싶지 않았던 오라녜공은 12월 23일 제임스의 망명을 허가하였다. 제임스는 프랑스로 망명하여 루이 14세에게 의탁하였다. 이후 제임스는 루이 14세가 지급하는 연금으로 생활하였다.
1689년 1월 22일 윌리엄은 공회 의회를 소집하였다. 의회는 제임스가 템스강에 국새를 던졌을 때 스스로 왕위도 버린 것으로 간주하고 왕좌의 궐위를 선언하면서 제임스의 딸이자 오라녜공의 아내인 메리의 왕위 승계를 인정하였다. 이로서 잉글랜드의 메리 2세가 된 메리는 오라녜공과 함께 잉글랜드의 공동 통치자가 되었다. 1689년 4월 11일 스코틀랜드 의회는 제임스가 프랑스로 망명하면서 스코틀랜드의 왕위도 함께 버렸다고 선언하였고 메리와 오라녜공을 스코틀랜드의 군주로 인정하였다. 의회는 제임스의 무분별한 사법권 남용과 성공회 탄압을 단죄하고 의회의 권리들을 재확인한 권리선언을 발표하였다. 1689년에 제정된 권리장전의 기초가 된 이 권리선언은 또한 가톨릭교도는 잉글랜드의 국왕이 될 수 없다는 배척법을 확인하고 아울러 잉글랜드의 국왕은 가톨릭 교도와 결혼할 수 없다는 조항을 신설하였다.

## 복위 시도

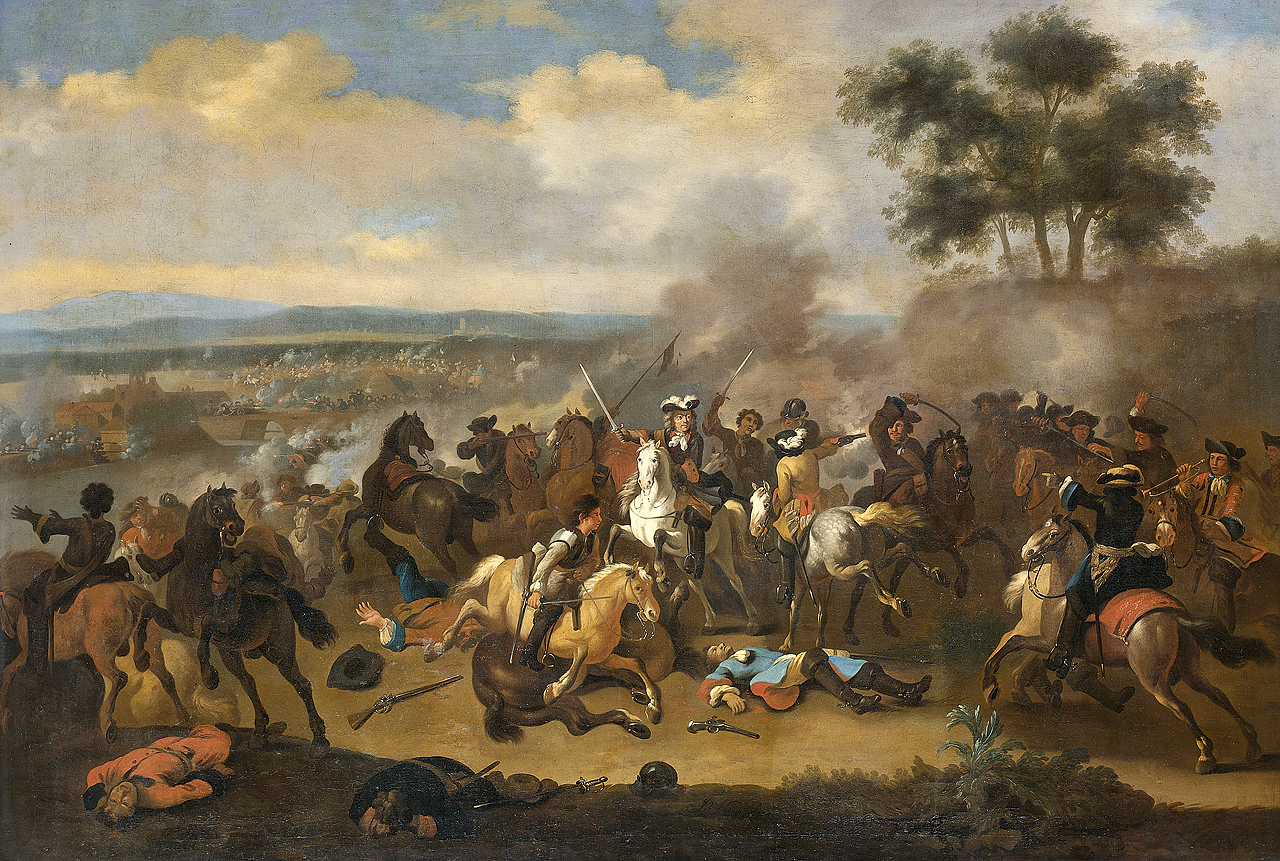
제임스 2세와 윌리엄 3세 사이에 일어난 보인 전투

비록 큰 충돌 없이 왕권이 교체되어 명예 혁명이라는 이름이 붙기는 하였으나 제임스와 그의 사위 윌리엄 3세 사이에 아무런 충돌이 없었던 것은 아니다. 유럽의 대표적인 가톨릭 국가 가운데 하나인 프랑스의 도움으로 제임스는 군대를 모을 수 있었고 아일랜드 역시 인구 대다수가 가톨릭 교도이기 때문에 제임스를 지지하였다. 잉글랜드 의회의 제임스 퇴위 결의에도 불구하고 아일랜드 의회는 이를 인정하지 않았을 뿐 아니라 윌리엄 3세 측을 반역자로 규정하고 관련 인물에 대한 사권박탈법을 의결하였다. 아일랜드 의회는 또한 제임스의 요청을 받아들여 아일랜드 전역에서 가톨릭과 개신교에 대한 종교의 자유를 선포하였다.
제임스는 아일랜드에서 군대를 결성하고 윌리엄 3세에 대항하였다. 그러나 1690년 7월 1일 아일랜드 렌스터의 보인강 주변을 따라 진행된 보인 전투에서 패배한 뒤 프랑스로 도주하였고 이후 다시는 잉글랜드 땅을 밟을 수 없었다. 이 와중에 제임스는 아일랜드의 추종자들을 사지에 버려둔 채 혼자 탈출하였기 때문에 아일랜드의 지지 마저 잃었다. 아일랜드인들은 "망할 놈의 제임스"라고 부르며 그의 비겁함을 비난하였다.
보인 전투에서 보인 비겁한 행동 때문에 평판이 하락되긴 하였지만 아일랜드와 스코틀랜드에서는 여전히 제임스를 지지하는 세력이 잔존하고 있었다. 이들은 제임스라는 이름의 유래인 야곱의 라틴어형인 자코브를 지지한다는 의미에서 자코바이트로 불렸다. 여전히 형법법과 심사율에 의해 억압받을 수 밖에 없었던 아일랜드인들은 18세기 내내 스튜어트가의 제임스와 그 후계자를 자신의 처지를 구원해줄 메시아적 인물로 받아들였다.

## 망명과 사망

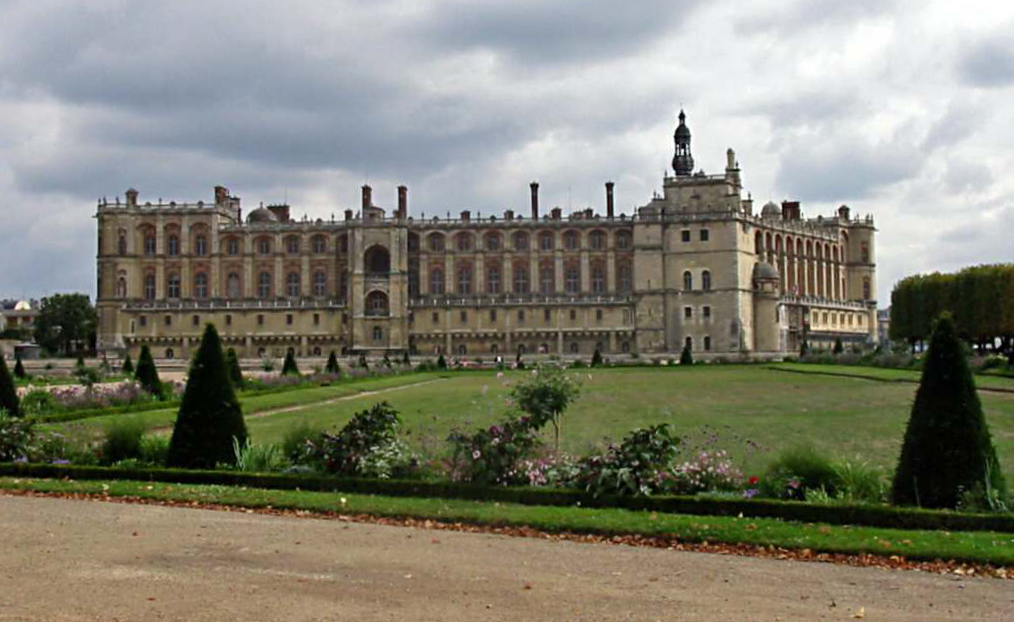
제임스 2세의 최종 망명 동안 그의 저택이었던 생제르맹앙레 성

루이 14세는 제임스가 생제르맹앙레의 궁성에 머무르도록 배려하였다. 여기에는 제임스 부부뿐만 아니라 그를 따르던 다수의 신하들도 함께 지냈다. 이들 중 다수는 가톨릭 교도였다. 1692년 부부의 막내인 루이자 마리아 스튜어트가 태어났다. 1696년 제임스의 복위를 시도하던 일부가 윌리엄 3세의 암살을 시도하였으나 실패하였고 이로서 자코바이트 운동은 더욱 축소되었다. 루이 14세는 식객으로 눌러앉은 제임스에게 폴란드-리투아니아의 왕위를 권하였지만, 이를 수락할 경우 스스로 잉글랜드의 왕위를 포기한 것이 되는 제임스는 이 제안을 거절하였다. 한편 당시 유럽의 정세 속에서 어떻게든 잉글랜드와 화해가 필요하였던 루이 14세는 결국 윌리엄 3세와 동맹을 맺었고, 제임스는 더 이상 프랑스 왕실의 지원을 받을 수 없게 되었다.
말년에 이르러 제임스는 더욱 독실한 가톨릭 신자가 되었고 자신의 잘못을 보속하는 삶을 살았다. 그러나 제임스는 사망할 때까지도 자신이 잉글랜드의 정당한 군주라고 확신하였고 아들에게 왕위에 올랐을 때를 대비한 지침서를 남기면서 추밀원과 군대에 반드시 가톨릭 신자를 기용하여야 한다고 당부하였다.
제임스는 1701년 9월 16일 생제르맹앙레성에서 뇌졸중으로 사망하였다. 향년 67세였다. 당시 유행하던 방식에 따라 제임스의 심장은 따로 은도금된 로켓에 담겨 샤일로의 수녀원에 안장되었고 뇌와 장기 등도 각지의 대학과 수녀원에 보내졌다. 시신의 나머지가 관에 넣어져 파리에 있는 잉글랜드계 베네딕도회 수도원에 안장되었다. 프랑스 왕실은 루이 14세와 사촌지간이기도 하였던 제임스의 안장된 무덤을 계속하여 왕족의 예우로서 관리하였다. 1734년 파리의 대주교는 제임스의 시성을 시도하였으나 교황청은 이를 인정하지 않았다. 앙시앵 레짐 동안 유지되던 제임스의 무덤은 프랑스 혁명 와중에 훼손되었다.

## 사후

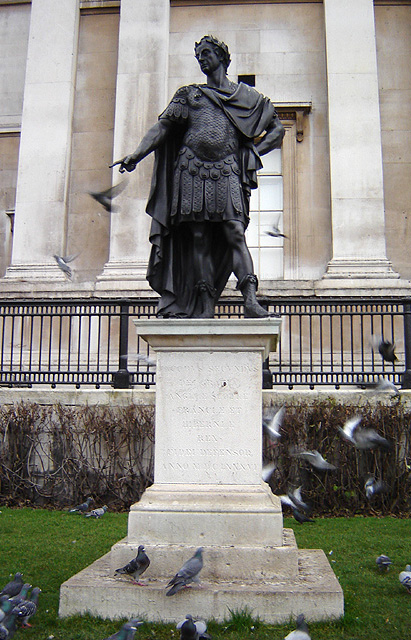
트라팔가 광장에 있는 제임스 2세의 1686년 동상

잉글랜드의 1701년 왕위계승법은 권리장전 이후의 배척법을 재확인하였다. 윌리엄 3세 역시 적장자가 없었기 때문에 제임스 2세의 즉위와 같은 갈등이 다시 반복될 위험이 있었고, 자코바이트의 난역시 지속되어 제임스 2세의 아들 제임스 프랜시스 에드워드 스튜어트가 왕위를 주장할 가능성이 있기 때문이었다. 새로운 왕위 계승법은 이를 피하고자 스튜어트가의 혈통을 이은 자로서 가톨릭교도가 아닐 것을 명시하였다. 윌리엄 3세가 사망하자 왕위는 제임스 2세의 차녀인 앤에게 이어졌으며 그 뒤는 다시 제임스 1세의 손녀인 하노버의 소피아의 아들 조지 1세가 후계하게 되었다. 이로서 잉글랜드의 스튜어트가 시대는 막을 내리고 하노버가가 잉글랜드를 비롯한 영국의 새로운 왕가가 되었다.
한편 제임스를 끝까지 정당한 국왕으로 여기던 자코바이트들은 제임스가 사망하자 그의 아들 제임스 프랜시스 에드워드 스튜어트를 잉글랜드의 제임스 3세 겸 스코틀랜드의 제임스 8세로 부르며 스튜어트가 복위 시도를 계속하였다. 이들은 조지 1세의 즉위 직후인 1715년 반란을 일으켰으나 실패하였고 1745년에는 제임스 2세의 손자 찰스 에드워드 스튜어트를 지지하며 다시 한번 반란을 일으켰으나 대패하였다. 이로서 스튜어트가의 복위 시도는 대중적 영향력을 완전히 상실하였다. 이후로도 헨리 베네딕트 스튜어트를 스튜어트 왕가의 후계로 주장하는 시도가 있었으나, 이 경우엔 헨리 본인 스스로가 가톨릭 성직자로서 왕위에 아무런 관심이 없었기 때문에 별 다른 파급력이 있지는 않았다.

## 가족관계
- 첫 번째 왕비 : 클래런던 백작 영애 앤 하이드 - 제1대 클래런던 백작 에드워드 하이드의 딸
  - 찰스(1660~1661) 케임브리지 공작
  - 메리(1662~1694) 잉글랜드, 스코틀랜드, 아일랜드의 여왕
  - 제임스(1663~1667) 케임브리지 공작
  - 앤(1665~1714) 잉글랜드, 스코틀랜드, 아일랜드의 여왕
  - 찰스(1666~1667) 켄들 공작
  - 에드거(1667~1671) 케임브리지 공작
  - 헨리에타(1669)
  - 캐서린(1671)
- 두 번째 왕비 : 마리아 베아트리체 데스테 디 모데나 공녀 - 알폰소 4세 데스테 디 모데나 공작의 딸
  - 캐서린 로라(1675~1676)
  - 이사벨(1676~1681)
  - 찰스(1677) 케임브리지 공작
  - 엘리자베스(1678)
  - 샬럿 마리아(1682)
  - 제임스 프랜시스 에드워드(1688~1766)
  - 루이사 마리아 테레사(1692~1712)
- 애첩 : 애러벨라 처칠(Arabella Churchill)
  - 헨리에타 피츠제임스(1667~1730)
  - 제임스 피츠제임스(1670~1734) 베릭 공작
  - 헨리 피츠제임스(1673~1702)
  - 애러벨라 피츠제임스(1674~1704)

## 참고 문헌
- Ashley, Maurice (1996). 《The Glorious Revolution of 1688》. Charles Scribner's Sons. ISBN 0-340-00896-2.
- Callow, John (2000). 《The Making of King James II: The Formative Years of a King》. Sutton. ISBN 0-7509-2398-9.
- Devine, T. M. (2006). 《The Scottish Nation 1700–2007》. Penguin. ISBN 0-1410-2769-X.
- Harris, Tim (2006). 《Revolution: The Great Crisis of the British Monarchy, 1685–1720》. Allen Lane. ISBN 0-7139-9759-1.
- Hilliam, David (1998). 《Kings, Queens, Bones & Bastards》. Sutton. ISBN 0-7509-3553-7.
- Jones, J. R. (1988). 《The Revolution of 1688 in England》. Orion Publishing Group, Limited. ISBN 0-2979-9467-0.
- Kenyon, J. P. (1986). 《The Stuart Constitution 1603–1688, Documents and Commentary》 2판. Cambridge University Press. ISBN 0-521-31327-9.
- MacLeod, John (1999). 《Dynasty, the Stuarts, 1560–1807》. Sceptre. ISBN 0-3407-0767-4.
- Macaulay, Thomas Babington (1889). 《The History of England from the Accession of James the Second》 Popular in two volumes판. Longmans.
- Mann, Alastair (2014). 《James VII: Duke and King of Scots, 1633–1701》. John Donald. ISBN 978-1-907-90909-2.
- Miller, John (2000). 《James II》 3판. Yale University Press. ISBN 0-300-08728-4.
- Ó Buachalla, Breandán (1996), 《Aisling ghéar: na Stíobhartaigh agus an taos léinn, 1603–1788》 (아일랜드어), An Clóchomhar, ISBN 0-903-75899-7
- Ó Ciardha, Éamonn (2002), 《Ireland and the Jacobite Cause, 1685–1766》, Dublin: Four Courts Press, ISBN 1-851-82534-7
- Prall, Stuart (1972). 《The Bloodless Revolution: England, 1688》. Univ of Wisconsin Press. ISBN 978-0-299-10294-4.
- Royle, Trevor (2004). 《The British Civil Wars: The Wars of the Three Kingdoms, 1638–1660》. Macmillan. ISBN 0-312-29293-7.
- Sowerby, Scott (2013). 《Making Toleration: The Repealers and the Glorious Revolution》. ISBN 978-0-674-07309-8.
- Turner, Francis C. (1948). 《James II》. Creative Media Partners, LLC. ISBN 978-1-346-30578-3.
- Waller, Maureen (2002). 《Ungrateful Daughters: The Stuart Princesses who Stole Their Father's Crown》. Macmillan. ISBN 0-312-30711-X.

### 추가 자료
- Ashley, Maurice (1978). 《James II》. J.M. Dent & Sons. ISBN 978-0-4601-2021-0.
- DeKrey, Gary S. (2008). "Between Revolutions: Re-appraising the Restoration in Britain" History Compass 6 (3): 738–773.
- Earle, Peter (1972). The Life and Times of James II. London: Weidenfeld & Nicolson.[{{{설명}}}]
- Glassey, Lionel, ed. (1997). The Reigns of Charles II and James VII and II. [{{{설명}}}]
- Goodlad, Graham (2007). "Before the Glorious Revolution: The Making of Absolute Monarchy? Graham Goodlad Examines the Controversies Surrounding the Development of Royal Power under Charles II and James II" History Review 58: 10 ff.
- Johnson, Richard R. (1978). "Politics Redefined: An Assessment of Recent Writings on the Late Stuart Period of English History, 1660 to 1714." William and Mary Quarterly 35 (4): 691–732. doi:10.2307/1923211
- Miller, John (1997). 《The Glorious Revolution》 2판. Longman. ISBN 0-5822-9222-0.
- Miller, John (2004). 《The Stuarts》. ISBN 978-1-8528-5432-4.
- Mullett, M. (1993). James II and English Politics 1678–1688. ISBN 0-4150-9042-3.
- Ogg, David (1957). England in the Reigns of James II and William III, 2nd ed. Oxford: Clarendon Press.
- Speck, W. A. (2002). 《James II》. Longman. ISBN 978-0-5822-8712-9.
- Van der Kiste, John (2021). James II and the first modern revolution. Barnsley: Pen & Sword. [{{{설명}}}]
- Walcott, Robert (1962). "The Later Stuarts (1660–1714): Significant Work of the Last Twenty Years (1939–1959)" American Historical Review 67 (2): 352–370 doi:10.2307/1843428